# Forestella
I Forestella (포레스텔라?, PoreseutellaLR) sono un gruppo musicale crossover sudcoreano formatosi nel 2017 durante la seconda edizione del talent show Phantom Singer. Hanno debuttato il 14 marzo 2018 con l'album Evolution, pubblicando altri due album in studio ed esibendosi a festival e concerti.

## Storia

### Formazione e background
Il quartetto si è formato durante la seconda edizione della gara canora Phantom Singer, trasmessa da JTBC nel 2017. I suoi componenti – Bae Doo-hoon, Kang Hyung-ho, Cho Min-gyu e Ko Woo-rim – hanno partecipato separatamente alle audizioni e, una volta giunti tra i dodici finalisti, sono stati riuniti in un unico gruppo, che hanno deciso di chiamare "Forestella", parola macedonia creata fondendo l'inglese "forest" ("forest") all'italiano "stella", a significare una stella che sorge sopra a un bosco.
Cho e Ko sono gli unici membri ad aver seguito una formazione in musica classica, avendo studiato al College di Musica dell'Università Nazionale di Seul. Cho ha fatto parte della Seoul Metropolitan Opera per anni e, prima di Phantom Singer, stava pianificando di trasferirsi in Germania per continuare gli studi post-laurea. Ko, invece, stava frequentando il terzo anno della facoltà di canto e in passato era arrivato alle semifinali o alle finali di alcune gare canore. Bae, che ha studiato recitazione alla Korea National University of Arts, ha lavorato come attore di musical, si è esibito occasionalmente con una band fusion gugak-rock, ed è apparso nei talent Hidden Singer e The Voice of Korea prima di superare l'audizione per Phantom Singer. Kang non ha invece ricevuto alcuna formazione formale né in musica, né in arti dello spettacolo, pur avendo fatto parte di una rock band amatoriale come cantante durante gli anni dell'università. Per presentarsi al talent ha preso un congedo temporaneo dal suo impiego come ingegnere chimico e ricercatore alla Lotte, rassegnando le dimissioni con il debutto dei Forestella.

### 2017-2018:Phantom Singer 2e debutto
Nel corso di Phantom Singer 2, i membri si sono distinti dagli altri concorrenti attraverso la sperimentazione con diversi generi musicali e la scelta di canzoni "avventurose". Bae, Cho e Ko hanno fatto parte del medesimo gruppo nel primo round di sfida tra quartetti, esibendosi con una versione "rock opera" di Radioactive degli Imagine Dragons grazie alla quale sono arrivati primi. Hanno formato i Forestella insieme a Kang per il secondo e ultimo round tra quartetti, durante il quale hanno presentato un arrangiamento tango-pop rock di Come un eterno addio di Claudio Baglioni, e Il mirto e la rosa di Alessandro Safina, aggiudicandosi la vittoria con 140.000 voti su 310.000.
Il 14 marzo 2018, hanno pubblicato il loro album di debutto Evolution, accolto positivamente dalla critica specializzata, che ha apprezzato le loro doti vocali e l'ampia gamma di generi sperimentati. È stato promosso da un tour nazionale che ha toccato nove città tra marzo e maggio, dopodiché si sono uniti ai vincitori della prima edizione di Phantom Singer, i Forte di Quattro, per una serie di concerti congiunti. Nella seconda metà dell'anno sono entrati nel cast ricorrente della gara canora Bulhu-ui myeong-gok: Jeonseor-eul noraehada, vincendone complessivamente otto puntate, di cui tre consecutive, da lì al 2020.

### 2019-oggi:MystiqueeThe Forestella
Il 23 febbraio 2019 hanno eseguito una cover di Bohemian Rhapsody durante la 392ª puntata di Bulhu-ui myeong-gok, ottenendo riscontri positivi sui social tanto in Corea del Sud quanto all'estero. Grazie ad essa sono entrati in contatto con i Secret Garden, collaborando con loro alla registrazione di una versione in coreano di Beautiful, pubblicata inizialmente come singolo e poi inclusa nelle edizioni coreana e giapponese dell'album dei Secret Garden Storyteller.
Il 22 marzo hanno pubblicato il loro secondo album in studio, Mystique, trainato dal singolo Dear Moon, basato su un poema del periodo Baekje intitolato Jeongeupsa. È stato uno degli album di musica classica di maggior successo dell'anno, vendendo oltre 10.000 copie. A settembre hanno rinnovato il loro contratto come gruppo con la Arts & Artists, mentre Cho e Bae hanno firmato con agenzie diverse per la gestione delle rispettive carriere soliste. Anche Kang ha esordito come solista, mentre Ko ha ripreso gli studi, esibendosi comunque a recital e concerti di musica classica.
Nel corso del 2020 hanno pubblicato diversi singoli: Nella fantasia, remake dell'omonimo pezzo di Sarah Brightman; Together, di genere pop; Words from the Wind e Ties. In particolare, Words of the Wind è la loro prima canzone per cui hanno fatto da compositori. Da gennaio ad aprile 2021 hanno partecipato all'edizione "All Stars" di Phantom Singer, conclusa la quale hanno pubblicato il loro terzo album in studio The Forestella, che include, oltre ai quattro singoli distribuiti digitalmente nel 2020, una versione in coreano di Je suis malade di Serge Lama, per cui hanno ricevuto i complimenti dello stesso Lama quando l'hanno cantata, in francese, durante Phantom Singer All Stars. Continuando a esibirsi live per la Corea del Sud, hanno occupato la top 5 dei concerti di musica classica più frequentati nella prima metà del 2021 con tre tappe dei tour Nella Fantasia: Time Travel e The Forestella. Il 2 agosto hanno lasciato la Arts & Artists e firmato con una nuova agenzia, la Beat Interactive.
Il 30 maggio 2022 hanno pubblicato il loro primo EP, The Beginning: World Tree, promosso da due concerti a Seul il 4 e il 5 giugno, e da un tour nazionale che ha toccato Pusan, Goyang, Jeonju, Suwon e Taegu. Il secondo capitolo della trilogia World Tree, il single album The Bloom: Utopia, è uscito il 22 dicembre 2022, e la title track Utopia è stata portata per la prima volta dal vivo due giorni dopo alla tappa inaugurale del tour 22-23 Forestella Concert – The Royal a Taegu.

## Stile musicale
I Forestella sono un gruppo crossover orientato prevalentemente verso il pop, ma dedito anche alle sperimentazioni con altri generi come la musica vocale, la classica e il rock. I registri dei membri spaziano dal basso profondo (Ko) al tenore leggero (Cho), raggiungendo il contraltista/soprano lirico (Kang). Parlando del motivo per cui avessero scelto la musica crossover, Cho e Ko hanno dichiarato di essersi sentiti insoddisfatti dalla limitatezza del repertorio a loro disposizione dopo aver studiato l'opera occidentale, e che speravano di sfidare il conservatorismo prevalente nella comunità degli appassionati di musica classica. Parte della stampa sudcoreana ha ritenuto che il quartetto abbia infranto la barriera che separava i cantanti lirici dagli altri generi musicali.
Agli inizi della loro carriera, i Forestella sono stati paragonati ai Forte di Quattro, vincitori della prima edizione di Phantom Singer. L'agenzia di stampa Newsis ha differenziato i due gruppi scrivendo che "se i Forte di Quattro sono mascolini e sfarzosi, i Forestella hanno un'energia viva che non sa dove andare. Se i Forte di Quattro sembrano gentiluomini, i Forestella paiono un'avventura piena di sogni e speranze"; a livello di sound, è stato riscontrato che i Forte di Quattro si avvicinassero maggiormente alla musica classica, mentre i Forestella al pop.

## Formazione
- Bae Doo-hoon – voce
- Kang Hyung-ho – voce
- Cho Min-gyu – voce
- Ko Woo-rim – voce

## Discografia

### Album in studio
- 2018 – Evolution
- 2019 – Mystique
- 2021 – The Forestella

### EP
- 2022 – The Beginning: World Tree
- 2023 – Unfinished

### Singoli
- 2018 – L'impossibile vivere (con i Forte di Quattro)
- 2019 – Dear Moon
- 2019 – Beautiful (con i Secret Garden)
- 2019 – Bird, Bird, Blue Bird (per la colonna sonora di Nokdukkot)
- 2019 – Opening Theme (per la colonna sonora di Nokdukkot)
- 2020 – Nella fantasia
- 2020 – Together
- 2020 – Words of the Winds
- 2020 – Ties
- 2021 – Christmas Time (con gli ACE e Son Ho-young)
- 2022 – Stand By Me
- 2022 – The Innocent Macho
- 2022 – I Still Remember
- 2023 – Kool
- 2024 – Stuck in a Maze
- 2024 – Apocalypse
- 2024 – And Spring
- 2025 – Everything

## Tournée
- 2018 – Evolution Tour
- 2018 – Forest and Stars Concerts
- 2019 – Mystique Tour
- 2019 – Winter Forest Concerts
- 2020/21 – Nella Fantasia: Time Travel Tour
- 2021 – The Forestella Tour
- 2021/22 – The Royal in Seoul
- 2022 – The Beginning: World Tree Tour
- 2022 – Love in Seoul - Forestella
- 2022/23 – 22-23 Forestella Concert – The Royal

## Riconoscimenti
- Brand of the Year Award
  - 2021 – Gruppo crossover dell'anno[53]
  - 2022 – Gruppo crossover dell'anno[54]
- K Global Heart Dream Award
  - 2022 – Premio K Global Crossover[55]
- Newsis K-Expo
  - 2020 – Premio del comitato per la cultura, lo sport e il turismo dell'Assemblea nazionale[56]